# Jorge de Bande
Jorge de Bande, o Georges de Bande (n. Ducado de Luxemburgo; 1588-f. La Cavada, Cantabria, España; 4 de diciembre de 1643), fue militar, empresario y señor jurisdiccional de Villasana de Mena.

## Biografía
Poco se conoce de la vida de Jorge de Bande antes de su llegada a España. Fue descendiente de Jean de Bande, hombre feudal de La Roche-en-Ardenne. Su hermano, Jean de Bande, llevó el título de Mayor de La Roche y representó a la provincia de Luxemburgo en su juramento de fidelidad al rey  Felipe IV en 1622. Al llegar a Madrid, en 1624, obtuvo un puesto en la Real Guardia de Archeros de Corps al tiempo que seguía actuando como secretario de Jean de Croÿ, Conde del Solre Capitán de dicha Real Guardia y socio propietario de la fábrica de artillería situada en la localidad cántabra de La Cavada. 
Su parentesco con la familia Neuveforge, con intereses en la industria metalúrgica y armamento, le acercó a este sector industrial. El préstamo de 2.700 ducados realizado por de Bande con destino a la Corona española, destinado a financiar las guerras en Flandes y Alemania, hace suponer que era un personaje modesto pero con una suficiente estabilidad económica.
Se le describe como un hombre alto, fuerte, con barba rubia e inteligente y hábil en los negocios.

## Empresario
Su auge social y económico se lo debe en su mayor parte a Jean Curtius, industrial de Lieja que se ve arruinado y obligado a ceder los derechos de explotación de la fundición de artillería que había empezado a poner en marcha en 1617 en Liérganes. Jorge de Bande será un digno sucesor en esta empresa.
Tras la muerte de Jean Curtius un grupo de socios se hará cargo de la empresa: el Contador Salcedo Aranguren, Charles Baudequín, Jean de Croÿ y De Bande. Esta sociedad dura poco tiempo, pues en 1631 es Jorge de Bande el que se presenta como único propietario de las fundiciones, desconociéndose más detalles sobre las maniobras que le dieron el control de la factoría.
La fábrica de Liérganes recibe en agosto de 1628 un primer encargo de 200 cañones y en el año 1629 arrienda por veinte años, y con los otros socios, el Molino de la Vega de Liérganes junto con sus ingenios y construcciones asociadas. La necesidad de asegurar las comunicaciones con Flandes, tanto marítimas como terrestres, obliga a la Corona solicitar un considerable número de cañones en los siguientes años. Esta demanda y las acertadas previsiones de Bande le llevan a construir otra factoría en el cercano lugar de La Cavada y un muelle para materiales en el lugar de Tijero. En 1635, designa a su sobrino Egide Englebert, conocido en España como Gil Engleberto de Neuveforge, la dirección de las instalaciones de Liérganes.
Jorge de Bande introducirá innovaciones en la fabricación de las piezas de artillería que mejorarán la fama de la fábrica de La Cavada y su volumen de producción.
Ante el levantamiento de Cataluña y el Rosellón en 1640 y más tarde Portugal, buscará un emplazamiento cercano al teatro de operaciones para construir una nueva fábrica dedicada a la fabricación de munición. Se levanta en la localidad de Corduente, actual provincia de Guadalajara, y será dirigida por sus sobrinos Gil Engleberto de la Neuveforge (m. 6-10-1647) y Laudovinos de Neuveforge (m. 10 de marzo de 1668).
La factoría de La Cavada, denominada “de Santa Bárbara”, fue construida con la ayuda de Miguel de Olivares, Secretario del Real Consejo de Flandes y natural de Riotuerto. Se desconocen los términos de asociación entre Jorge de Bande y Miguel de Olivares pero el primero se casará con la esposa del hijo de Olivares, Juan de Olivares Morán tras la muerte de este con 39 años de edad.
La nueva pareja y los hijos de ella, Juan y José de Olivares, vivirán en el Palacio de los Olivares, en La Cavada, propiedad de su mujer, Mariana de Brito, nacida en Madrid en 1607, aunque de ascendencia flamenca (su padre, Juan-Oswaldo de Brito emigró a la Villa y Corte c. 1595 y sería, con el tiempo, Secretario del Consejo de Flandes). De Bande no tendrá ningún descendiente. El 4 de diciembre de 1643 muere, siendo enterrado en la capilla de San Andrés, en Liérganes (actualmente desaparecida). En su lápida se podía leer:

Aquí está sepultado Jorge de Vande, natural de la provincia de Luxemburgo, Secretario de Su Majestad, Señor de Villasana y de los Ingenios de Liérganes y Santa Bárbara. Cuatro de diciembre de 1643

De acuerdo con su testamento, su esposa Mariana de Brito tomó posesión de la fábrica hasta su muerte en 1674.
Durante su vida, Jorge de Bande se hizo con una importante fortuna, fruto de unas beneficiosas prácticas comerciales, que causó algunos recelos y especulaciones y que a la larga supuso la intervención de algunos de sus bienes cuando él ya había fallecido.
Compró el señorío de Villasana de Mena, montes en Miera y Matienzo y las minas del Monte Vizmaya en Entrambasaguas. Fue nombrado Tesorero de Millones de Laredo y consiguió un Privilegio de Hidalguía. Además, fue benefactor del Colegio de Jesuitas de Santander en el que se ofrecía estudio a los jóvenes trasmeranos.